# 1988年ソウルオリンピックの陸上競技
1988年ソウルオリンピックの陸上競技（1988ねんソウルオリンピックのりくじょうきょうぎ）は、1988年に実施された。第二次世界大戦後に開催されたオリンピックで開催国が陸上競技でメダルを取ることができず、メインスタジアムに自国国旗を飾ることができなかった唯一のオリンピックでもある。近代オリンピック全史を紐解けば陸上競技種目が少なかった1920年アントワープオリンピックでも同様の事が起きている。

## 概要
男子は24種目、女子は新たに10000mが加えられ18種目で争われた。

## 競技結果

### 男子
| 種目         | 金 | 金                          | 銀                                                                                           | 銀         | 銅                                                                                           | 銅         |
| ------------ | --- | --------------------------- | -------------------------------------------------------------------------------------------- | ---------- | -------------------------------------------------------------------------------------------- | ---------- |
| 100m         | カール・ルイス アメリカ合衆国 (USA)                                                                    | 9秒92                       | リンフォード・クリスティ イギリス (GBR)                                                      | 9秒97      | カルヴィン・スミス アメリカ合衆国 (USA)                                                      | 9秒99      |
| 200m         | ジョー・デローチ アメリカ合衆国 (USA)                                                                  | 19秒75                      | カール・ルイス アメリカ合衆国 (USA)                                                          | 19秒79     | ロブソン・ダ・シルバ ブラジル (BRA)                                                          | 20秒04     |
| 400m         | スティーブ・ルイス アメリカ合衆国 (USA)                                                                | 43秒87                      | ブッチ・レイノルズ アメリカ合衆国 (USA)                                                      | 43秒93     | ダニー・エベレット アメリカ合衆国 (USA)                                                      | 44秒09     |
| 800m         | ポール・エレング ケニア (KEN)                                                                          | 1分43秒45                   | ジョアキン・クルス ブラジル (BRA)                                                            | 1分43秒90  | サイド・アウィータ モロッコ (MAR)                                                            | 1分44秒06  |
| 1500m        | ピーター・ロノ ケニア (KEN)                                                                            | 3分35秒96                   | ピーター・エリオット イギリス (GBR)                                                          | 3分36秒15  | イェンス・ペーター・ヘロルド 東ドイツ (GDR)                                                  | 3分36秒21  |
| 5000m        | ジョン・ヌグギ ケニア (KEN)                                                                            | 13分11秒70                  | ディーター・バウマン 西ドイツ (FRG)                                                          | 13分15秒52 | ハンスイェルグ・クンツェ 東ドイツ (GDR)                                                      | 13分15秒73 |
| 10000m       | ブラヒム・ブタイブ モロッコ (MAR)                                                                      | 27分21秒44 五輪新           | サルヴァトーレ・アンティボ イタリア (ITA)                                                    | 27分23秒55 | キプケンボイ・キメリ ケニア (KEN)                                                            | 27分25秒16 |
| マラソン     | ジェリンド・ボルディン イタリア (ITA)                                                                  | 2:10:32                     | ダグラス・ワキウリ ケニア (KEN)                                                              | 2:10:47    | アーメド・サラ ジブチ (DJI)                                                                  | 2:10:59    |
| 110mハードル | ロジャー・キングダム アメリカ合衆国 (USA)                                                              | 12秒98                      | コリン・ジャクソン イギリス (GBR)                                                            | 13秒28     | トニー・キャンベル アメリカ合衆国 (USA)                                                      | 13秒38     |
| 400mハードル | アンドレ・フィリップス アメリカ合衆国 (USA)                                                            | 47秒19                      | アマドウ・ディア・バ セネガル (SEN)                                                          | 47秒23     | エドウィン・モーゼス アメリカ合衆国 (USA)                                                    | 47秒56     |
| 3000m障害    | ジュリアス・カリウキ ケニア (KEN)                                                                      | 8分05秒51                   | ピーター・コエチ ケニア (KEN)                                                                | 8分06秒79  | マーク・ローランド イギリス (GBR)                                                            | 8分07秒96  |
| 4x100mリレー | ソビエト連邦 ビクトル・ブリズギン ウラジミール・クリロフ ウラジミール・ムラヴィヨフ ヴィタリー・サビン | 38秒19                      | イギリス エリオット・バニー ジョン・レジス マイケル・マクファーレン リンフォード・クリスティ | 38秒28     | フランス ブルーノ・マリーローズ ダニエル・サングーマ ジル・ケネールブ マクシ・モリニエール   | 38秒40     |
| 4x400mリレー | アメリカ合衆国 ダニー・エベレット スティーブ・ルイス ケヴィン・ロビンジーン ブッチ・レイノルズ         | 2分56秒16 五輪タイ 世界タイ | ジャマイカ ハワード・デービス デヴォン・モリス ウィンスロップ・グラハム バート・キャメロン   | 3分00秒30  | 西ドイツ ノルベルト・ドーベライト エトガー・イット イェルク・ファイヒンガー ラルフ・リュプケ | 3分00秒56  |
| 20km競歩     | ヨゼフ・プリビリネチ チェコスロバキア (TCH)                                                            | 1:19:57                     | ロナルト・ヴァイゲル 東ドイツ (GDR)                                                          | 1:20:00    | マウリツイオ・ダミラノ イタリア (ITA)                                                        | 1:20:14    |
| 50km競歩     | ビャチェスラフ・イワネンコ ソビエト連邦 (URS)                                                          | 3:38:29                     | ロナルト・ヴァイゲル 東ドイツ (GDR)                                                          | 3:38:56    | ハートヴィッヒ・ガウダー 東ドイツ (GDR)                                                      | 3:39:45    |
| 走幅跳       | カール・ルイス アメリカ合衆国 (USA)                                                                    | 8m72cm                      | マイク・パウエル アメリカ合衆国 (USA)                                                        | 8m49cm     | ラリー・マイリックス アメリカ合衆国 (USA)                                                    | 8m27cm     |
| 三段跳       | フリスト・マルコフ ブルガリア (BUL)                                                                    | 17m61cm                     | イゴール・ラプシン ソビエト連邦 (URS)                                                        | 17m52cm    | アレクサンドル・コバレンコ ハンガリー (HUN)                                                  | 17m42cm    |
| 走高跳       | ゲンナジー・アブディエンコ ソビエト連邦 (URS)                                                          | 2m38cm                      | ホリス・コンウェイ アメリカ合衆国 (USA)                                                      | 2m36cm     | ルドルフ・ポバルニツィン ソビエト連邦 (URS)                                                  | 2m36cm     |
| 走高跳       | ゲンナジー・アブディエンコ ソビエト連邦 (URS)                                                          | 2m38cm                      | ホリス・コンウェイ アメリカ合衆国 (USA)                                                      | 2m36cm     | パトリック・ショーベリ スウェーデン (SWE)                                                    | 2m36cm     |
| 棒高跳       | セルゲイ・ブブカ ソビエト連邦 (URS)                                                                    | 5m90cm                      | ロディオン・ガタウリン ソビエト連邦 (URS)                                                    | 5m85cm     | グレゴリー・エゴロフ ソビエト連邦 (URS)                                                      | 5m80cm     |
| 砲丸投       | ウルフ・ティンマーマン 東ドイツ (GDR)                                                                  | 22m47cm                     | ランディー・バーンズ アメリカ合衆国 (USA)                                                    | 22m39cm    | ウェルナー・ギュンター スイス (SUI)                                                          | 21m99cm    |
| 円盤投       | ユルゲン・シュルト 東ドイツ (GDR)                                                                      | 68m82cm                     | ロマス・ウバルタス ソビエト連邦 (URS)                                                        | 67m48cm    | ロルフ・ダンネベルク 東ドイツ (GDR)                                                          | 67m38cm    |
| ハンマー投   | セルゲイ・リトビノフ ソビエト連邦 (URS)                                                                | 84m80cm                     | ユーリ・セディフ ソビエト連邦 (URS)                                                          | 83m76cm    | ユーリー・タム ソビエト連邦 (URS)                                                            | 81m16cm    |
| やり投       | タピオ・コリウス フィンランド (FIN)                                                                    | 84m28cm                     | ヤン・ゼレズニー チェコスロバキア (TCH)                                                      | 84m12cm    | セポ・ラテュ フィンランド (FIN)                                                              | 83m26cm    |
| 十種競技     | クリスチャン・シェンク 東ドイツ (GDR)                                                                  | 8488点                      | トルステン・フォス 東ドイツ (GDR)                                                            | 8399点     | デーブ・スティーン カナダ (CAN)                                                              | 8328点     |

### 女子
| 種目         | 金 | 金               | 銀 | 銀         | 銅 | 銅         |
| ------------ | --- | ---------------- | --- | ---------- | --- | ---------- |
| 100m         | フローレンス・グリフィス＝ジョイナー アメリカ合衆国 (USA)                                                      | 10秒54           | エベリン・アシュフォード アメリカ合衆国 (USA)                                                                              | 10秒83     | ハイケ・ドレクスラー 東ドイツ (GDR)                                                                    | 10秒85     |
| 200m         | フローレンス・グリフィス＝ジョイナー アメリカ合衆国 (USA)                                                      | 21秒34 世界新    | グレース・ジャクソン ジャマイカ (JAM)                                                                                      | 21秒72     | ハイケ・ドレクスラー 東ドイツ (GDR)                                                                    | 21秒95     |
| 400m         | オルガ・ブリズギナ ソビエト連邦 (URS)                                                                          | 48秒65           | ペトラ・ミュラー 東ドイツ (GDR)                                                                                            | 49秒45     | オルガ・ナザロワ ソビエト連邦 (URS)                                                                    | 49秒90     |
| 800m         | ジーグルン・ヴォダルス 東ドイツ (GDR)                                                                          | 1分56秒10        | クリスティン・バヒテル 東ドイツ (GDR)                                                                                      | 1分56秒64  | キム・ギャラガー アメリカ合衆国 (USA)                                                                  | 1分56秒91  |
| 1500m        | パウラ・イバン ルーマニア (ROM)                                                                                | 3分53秒96        | ライムテ・バイカウスカイテ ソビエト連邦 (URS)                                                                              | 4分00秒24  | タチアナ・サモレンコ ソビエト連邦 (URS)                                                                | 4分00秒30  |
| 3000m        | タチアナ・サモレンコ ソビエト連邦 (URS)                                                                        | 8分26秒53        | パウラ・イバン ルーマニア (ROM)                                                                                            | 8分27秒15  | イボンヌ・マーレー イギリス (GBR)                                                                      | 8分29秒02  |
| 10000m       | オルガ・ボンダレンコ ソビエト連邦 (URS)                                                                        | 31分05秒21       | リズ・マッコルガン イギリス (GBR)                                                                                          | 31分08秒44 | エレナ・ジュピヨワ ソビエト連邦 (URS)                                                                  | 31分19秒82 |
| マラソン     | ロザ・モタ ポルトガル (POR)                                                                                    | 2:25:40          | リサ・マーチン オーストラリア (AUS)                                                                                        | 2:25:53    | カトリン・ドーレ 東ドイツ (GDR)                                                                        | 2:26:21    |
| 100mハードル | ヨルダンカ・ドンコワ ブルガリア (BUL)                                                                          | 12秒38           | グロリア・ジーベルト 東ドイツ (GDR)                                                                                        | 12秒61     | クラウディア・ツァキエビッチ 西ドイツ (FRG)                                                            | 12秒75     |
| 400mハードル | デビー・フリントフ＝キング オーストラリア (AUS)                                                                | 53秒17           | タチアナ・レドフスカヤ ソビエト連邦 (URS)                                                                                  | 53秒18     | エレン・フィードラー 東ドイツ (GDR)                                                                    | 53秒63     |
| 4x100mリレー | アメリカ合衆国 アリス・ブラウン シーラ・エコルズ フローレンス・グリフィス＝ジョイナー エベリン・アシュフォード | 41秒98           | 東ドイツ ジルケ・メラー ケルスティン・ベーレント イングリット・アウアースバルト マルリース・ゲール                         | 42秒09     | ソビエト連邦 リュドミラ・コンドラチェワ ガリーナ・マルチュギナ マリーナ・ジロワ ナタリア・ポモシニコワ | 42秒75     |
| 4x400mリレー | ソビエト連邦 タチアナ・レドフスカヤ オルガ・ナザロワ マリヤ・ピニギナ オルガ・ブリズギナ                       | 3分15秒17 世界新 | アメリカ合衆国 ディニアン・ハワード ダイアン・ディクソン バレリー・ブリスコ・フックス フローレンス・グリフィス＝ジョイナー | 3分15秒51  | 東ドイツ ダグマル・ノイバウアー キルステン・エメルマン ザビーネ・ブッシュ ペトラ・ミュラー             | 3分18秒29  |
| 走高跳       | ルイス・リッター アメリカ合衆国 (USA)                                                                          | 2m03cm           | ステフカ・コスタディノヴァ ブルガリア (BUL)                                                                                | 2m01cm     | タマラ・ブイコワ ソビエト連邦 (URS)                                                                    | 1m99cm     |
| 走幅跳       | ジャッキー・ジョイナー・カーシー アメリカ合衆国 (USA)                                                          | 7m40cm           | ハイケ・ドレクスラー 東ドイツ (GDR)                                                                                        | 7m22cm     | ガリナ・チスチャコワ ソビエト連邦 (URS)                                                                | 7m11cm     |
| 砲丸投       | ナタリア・リソフスカヤ ソビエト連邦 (URS)                                                                      | 22m24cm          | カトリン・ナイムケ 東ドイツ (GDR)                                                                                          | 21m07cm    | 李梅素 中国 (CHN)                                                                                      | 21m06cm    |
| 円盤投       | マルティナ・ヘルマン 東ドイツ (GDR)                                                                            | 72m30cm          | ディアナ・ガンスキー 東ドイツ (GDR)                                                                                        | 71m88cm    | ツベタンカ・フリストワ ブルガリア (BUL)                                                                | 69m74cm    |
| やり投       | ペトラ・フェルケ 東ドイツ (GDR)                                                                                | 74m68cm          | ファティマ・ウィットブレッド イギリス (GBR)                                                                                | 70m32cm    | ベアテ・コッホ 東ドイツ (GDR)                                                                          | 67m30cm    |
| 七種競技     | ジャッキー・ジョイナー・カーシー アメリカ合衆国 (USA)                                                          | 7291点 世界新    | サビーネ・ヨーン 東ドイツ (GDR)                                                                                            | 6897点     | アンケ・ベーマー 東ドイツ (GDR)                                                                        | 6858点     |

## 各国メダル数

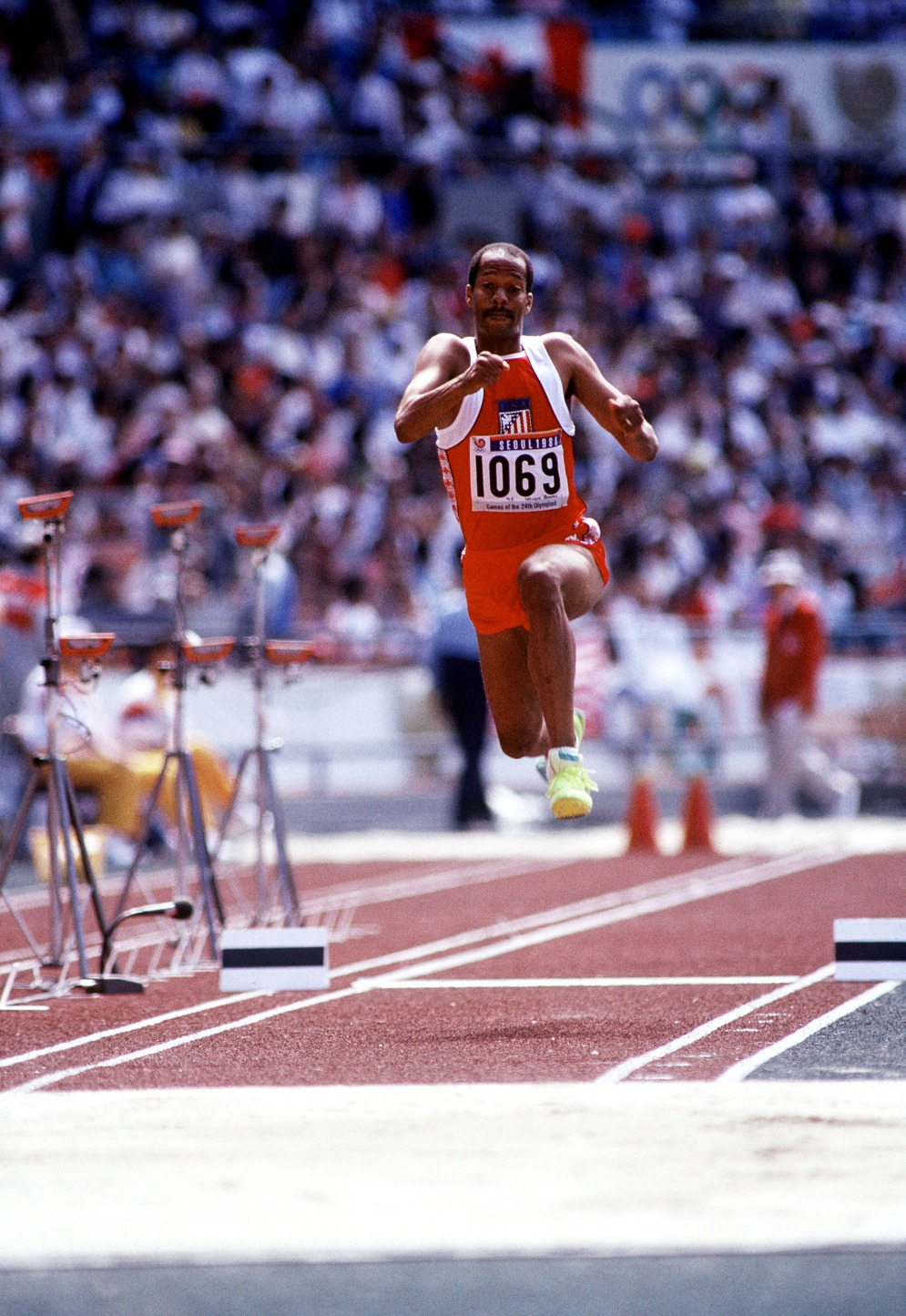
3段跳び世界記録保持者のウィリー・バンクスは、6位に終わった

| 順 | 国・地域               | 金 | 銀 | 銅 | 計 |
| -- | ---------------------- | -- | -- | -- | -- |
| 1  | アメリカ合衆国 (USA)   | 13 | 7  | 6  | 26 |
| 2  | ソビエト連邦 (URS)     | 10 | 6  | 10 | 26 |
| 3  | 東ドイツ (GDR)         | 6  | 11 | 10 | 27 |
| 4  | ケニア (KEN)           | 4  | 2  | 1  | 7  |
| 5  | ブルガリア (BUL)       | 2  | 1  | 1  | 4  |
| 6  | イタリア (ITA)         | 1  | 1  | 1  | 3  |
| 7  | オーストラリア (AUS)   | 1  | 1  | 0  | 2  |
| 7  | チェコスロバキア (TCH) | 1  | 1  | 0  | 2  |
| 7  | ルーマニア (ROM)       | 1  | 1  | 0  | 2  |
| 10 | フィンランド (FIN)     | 1  | 0  | 1  | 2  |
| 10 | モロッコ (MAR)         | 1  | 0  | 1  | 2  |
| 12 | ポルトガル (POR)       | 1  | 0  | 0  | 1  |
| 13 | イギリス (GBR)         | 0  | 6  | 2  | 8  |
| 14 | ジャマイカ (JAM)       | 0  | 2  | 0  | 2  |
| 15 | 西ドイツ (FRG)         | 0  | 1  | 3  | 4  |
| 16 | ブラジル (BRA)         | 0  | 1  | 1  | 2  |
| 17 | セネガル (SEN)         | 0  | 1  | 0  | 1  |
| 18 | カナダ (CAN)           | 0  | 0  | 1  | 1  |
| 18 | 中国 (CHN)             | 0  | 0  | 1  | 1  |
| 18 | ジブチ (DJI)           | 0  | 0  | 1  | 1  |
| 18 | フランス (FRA)         | 0  | 0  | 1  | 1  |
| 18 | スウェーデン (SWE)     | 0  | 0  | 1  | 1  |
| 18 | スイス (SUI)           | 0  | 0  | 1  | 1  |